# Amata Giramata
Amata Inès Giramata (née le 29 janvier 1996), est une poétesse, blogueuse, féministe et organisatrice communautaire rwandaise. Elle est la fondatrice et directrice générale de Sistah Circle, une communauté féministe noire de base dédiée à la vie et aux récits des femmes noires racontées à travers l'amour radical et la narration, comme l'a décrit Giramata elle-même.

## Biographie

### Jeunesse et éducation
Giramata est née au Rwanda le 29 janvier 1996. Elle est la première née d'une famille de quatre sœurs et un frère. Elle a fréquenté l'école, La Colombière pour sa formation primaire. Elle a ensuite été transférée en Ouganda, rejoignant le St. Mary's College Kitende, dans le district de Wakiso. Elle a terminé ses études secondaires à la Green Hills Academy, à Kigali, la capitale du Rwanda, en mai 2013. Elle a rejoint l'université DePauw, dans l'État américain de l'Indiana, plus tard la même année.
En 2017, elle est diplômée de l'Université DePauw avec un baccalauréat en arts en économie et politique du développement, études sur genre, les femmes et la sexualité. Depuis août 2019, Giramata poursuit un doctorat en philosophie sur le genre et les études féminines à l'Université de l'Arizona aux États-Unis.

### Carrière
Malgré son jeune âge, l'expérience d'interprétation publique de Giramata remonte à 2014, à l'âge de 18 ans lorsqu'elle s'est produite lors de la 20 commémoration du génocide de 1994 contre les Tutsi à Washington DC, aux États-Unis et lors de la 20e Journée de la libération au  stade amahoro, à Kigali, Rwanda. Elle s'est également produite lors de la Journée du Rwanda 2015 à Atlanta, en Géorgie, aux États-Unis. Le 4 juillet 2019, elle était la principale interprète de créations orales lors des célébrations du 25e jour de la libération au stade Amahoro, à Kigali,.

## Ouvrages
- Voyage d'une reine du 21e siècle, 20 mars 2019.